# Allison Hossack
Allison Hossack (Steinbach, 26 gennaio 1965) è un'attrice canadese.

## Biografia
Ha frequentato le scuole a Steinbach e Killarney. Si è laureata alla Brandon University School of Music nel 1988. Poco dopo la laurea le è stato offerto un ruolo nella produzione di Frankenstein.
Ha partecipato a Un altro mondiale dal 1989 al 1992; a Cobra Investigazioni dal 1993 al 1994; a Hope Island nel 1999 e a Stephen King 's Hospital nel 2004. Allison ha fatto apparizioni in show televisivi, come Mysterious Ways.

## Filmografia parziale

### Cinema
- Our House, regia di Anthony Scott Burns (2018)

### Televisione
- Cobra Investigazioni (Cobra) - serie TV, 22 episodi (1993-1994)
- I viaggiatori (Sliders) - serie TV, 1 episodio (1995)
- Profit – serie TV, 8 episodi (1996)
- Kingdom Hospital - serie TV, 14 episodi (2004)
- Falcon Beach - serie TV, 13 episodi (2006-2007)
- Reaper - In missione per il Diavolo (Reaper) - serie TV, 7 episodi (2007-2008)
- Heartland - serie TV, 2 episodi (2008-2009)
- Supernatural - serie TV, episodio 4x03 (2008)
- R.L. Stine's The Haunting Hour - serie TV, 2 episodi (2011, 2013)
- Fringe - serie TV, episodio 4x13 (2012)
- Natale ad Angel Falls (Christmas in Angel Falls), regia di Bradley Walsh – film TV (2017)
- Good Witch - serie TV, episodi 3x09-3x10 (2017)
- The Expanse - serie TV, episodi 2x10-2x11 (2017)
- Ritorno ad Angel Falls (Angel Falls: A Novel Holiday), regia di Jonathan Wright (2019)

## Doppiatrici italiane
Nelle versioni in italiano delle opere in cui ha recitato, Allison Hossack è stata doppiata da:
- Alessandra Korompay in Reaper - In missione per il Diavolo, Heartland, Natale ad Angel Falls
- Laura Boccanera in Cobra Investigazioni
- Eleonora De Angelis in Kingdom Hospital
- Sabrina Duranti in Falcon Beach
- Claudia Razzi in Good Witch
- Roberta Paladini in The Expanse
- Mirta Pepe in Ritorno ad Angel Falls